# Jindřich Husička
Jindřich Husička (* 9. února 1984 Olomouc) je český youtuber, recenzent a spisovatel. Na YouTube vystupuje pod pseudonymem Pan Plešatý, přičemž provozuje stejnojmenný kanál, na kterém se věnuje především recenzím hotelů a jejich službám v Česku i v zahraničí. Studoval Právnickou fakultu Univerzity Karlovy, ale studium neukončil úspěšně. Poté pracoval v marketingu, ale také vydělával peníze jako taxikář. Je ženatý a se svoji manželkou má dvě děti. Aktuálně žije v Karlových Varech. Mezi roky 2016 – 2021 prošel insolvenčním řízením.
Na sociálních sítích se prezentuje nafoukaně, což odůvodňuje tím, že se jedná o nadsázku. Cílem těchto pro někoho provokativních výroků je zejména podněcování publika. Do roku 2024 mu vyšly tři knihy, a to Plyšáčkové pohádky (2019), Taxikář (2017) a Zpronevěra (2023).